# Călărași (Moldávia)
Călăraşi é uma localidade na Moldávia. Foi fundada em 1848. Há muito tempo, a palavra "călăraşi" significava "cavaleiros. (Hoje a palavra é "cǎlăreţi".) O nome do Călăraşi foi inspirado em uma lenda. Nesta lenda, diz-se que uma vez, quando  Ştefan cel Mare lutou contra os otomanos, ele ordenou um regimento de cavalaria de guarda. Eles lutaram contra os otomanos e deram as suas vidas neste lugar, mas no final eles venceram a batalha.

A cidade é o centro administrativo do Călăraşi (distrito); Ela também administra uma vila, Oricova.